# Liga Uruguaya de Básquetbol 2021
La Liga Uruguaya de Básquetbol de 2021 fue la XVIII edición de la competencia de más alta categoría entre clubes de básquetbol de Uruguay organizada por la FUBB.
En esta edición baja un cupo el número de participantes en comparación con las pasadas ediciones (las que contaron con 13 equipos), debido a que Miramar determinó no participar de la misma y mejorar su situación económica. A su vez, se da el debut en la Liga Uruguaya para Peñarol, club que logró su participación tras alcanzar el segundo lugar en la Liga Uruguaya de Ascenso, y que se asegurará al menos repetir su participación en la siguiente temporada ya que no habrá descensos al Torneo Metropolitano.
También se dará la particularidad de que la Liga se jugará en un formato abreviado, en donde todos los equipos alcanzarán a disputar al menos los octavos de final.

## Equipos participantes

### Ascensos y descensos
| Club    | Ascendido por                               |
| ------- | ------------------------------------------- |
| Miramar | Campeón de la Liga Uruguaya de Ascenso 2020 |
| Peñarol | Ganador del segundo ascenso                 |

| Club   | Descendido por   |
| ------ | ---------------- |
| Sayago | 12.° LUB 2019-20 |
| Atenas | 13.° LUB 2019-20 |

Miramar confirmó que no participará del torneo, días antes del sorteo del calendario.

### Información de equipos
Notas:  La columna "estadio" refleja el estadio dónde el equipo más veces oficia de local en sus partidos, pero no indica que el equipo en cuestión sea propietario del mismo.
| Equipo                | Ciudad     | Estadio                           | Capacidad | Fundación                | Temporadas | Títulos | Subtítulos | 2019-20          |
| --------------------- | ---------- | --------------------------------- | --------- | ------------------------ | ---------- | ------- | ---------- | ---------------- |
| Aguada                | Montevideo | Estadio Aguada                    | 1,635     | 28 de febrero de 1922    | 16         | 3       | 3          | Campeón          |
| Biguá                 | Montevideo | Estadio Biguá de Villa Biarritz   | 1,200     | 14 de abril de 1931      | 16         | 2       | 2          | Permanencia      |
| Defensor Sporting     | Montevideo | Estadio Óscar Magurno             | 800       | 14 de septiembre de 1910 | 17         | 2       | 4          | Cuartos de final |
| Hebraica y Macabi     | Montevideo | Estadio Tabaré                    | 1,100     | 25 de mayo de 1939       | 13         | 3       | 1          | Cuartos de final |
| Goes                  | Montevideo | ''Estadio Plaza de las Misiones'' | 1,800     | 10 de abril de 1934      | 9          | –       | –          | Permanencia      |
| Malvín                | Montevideo | ''Gimnasio Juan Francisco Canil'' | 900       | 28 de enero de 1938      | 16         | 5       | 3          | Cuartos de final |
| Nacional              | Montevideo | Estadio Unión Atlética            | 750       | 14 de mayo de 1899       | 5          | –       | –          | Semifinales      |
| Olimpia               | Montevideo | ''Estadio Albérico J. Passadore'' | 500       | 17 de septiembre de 1918 | 16         | –       | –          | Cuartos de final |
| Peñarol               | Montevideo | Palacio Contador Gastón Guelfi    | 4,700     | 28 de septiembre de 1891 | 0          | –       | –          | Ascenso          |
| Trouville             | Montevideo | Estadio Club Trouville            | 780       | 1 de abril de 1922       | 17         | 1       | 2          | Finalista        |
| Urunday Universitario | Montevideo | Estadio Urunday Universitario     | 700       | 16 de agosto de 1931     | 5          | –       | –          | Semifinales      |
| Capitol               | Montevideo | Gimnasio Carlos Garbuyo           | 480       | 19 de abril de 1934      | 1          | –       | –          | Permanencia      |

## Modo de disputa
La Liga Uruguaya de Básquetbol 2021 será disputada por 12 equipos, disputando una ronda de todos contra todos, por lo que cada equipo disputará 11 partidos. Los primeros cuatro equipos accederán de forma directa a los cuartos de final, mientras que desde el puesto 5 al 12 disputarán los octavos de final, ambas fases serán al mejor de tres. Las semifinales serán al mejor de 5 y la final al mejor de 5.

## Torneo Clasificatorio

### Posiciones
| Pos. | Equipo                | PJ | PG | PP | P+  | P-  | Dif. | Pts. | Clasificación    |
| ---- | --------------------- | -- | -- | -- | --- | --- | ---- | ---- | ---------------- |
| 1.°  | Olimpia               | 11 | 8  | 3  | 987 | 916 | +71  | 19   | Cuartos de final |
| 2.°  | Urunday Universitario | 11 | 7  | 4  | 823 | 779 | +44  | 18   | Cuartos de final |
| 3.°  | Nacional              | 11 | 7  | 4  | 866 | 818 | +48  | 18   | Cuartos de final |
| 4.°  | Biguá                 | 11 | 7  | 4  | 744 | 725 | +19  | 18   | Cuartos de final |
| 5.°  | Malvín                | 11 | 7  | 4  | 881 | 827 | +54  | 18   | Play-In          |
| 6.°  | Defensor Sporting     | 11 | 6  | 5  | 840 | 838 | +2   | 17   | Play-In          |
| 7.°  | Peñarol               | 11 | 5  | 6  | 790 | 793 | -3   | 16   | Play-In          |
| 8.°  | Aguada                | 11 | 5  | 6  | 904 | 954 | -50  | 16   | Play-In          |
| 9.°  | Capitol               | 11 | 5  | 6  | 765 | 790 | -25  | 16   | Play-In          |
| 10.° | Goes                  | 11 | 4  | 7  | 630 | 693 | -63  | 15   | Play-In          |
| 11.° | Trouville             | 11 | 3  | 8  | 822 | 856 | -34  | 14   | Play-In          |
| 12.° | Hebraica y Macabi     | 11 | 2  | 9  | 901 | 964 | -63  | 13   | Play-In          |

## Play-offs
|  | Octavos de final      | Octavos de final |                       |     | Cuartos de final | Cuartos de final |  |  | Semifinales   | Semifinales   |  |  | Final         | Final         |
|  | Al mejor de 3         | Al mejor de 3    |                       |     | Al mejor de 3    | Al mejor de 3    |  |  | Al mejor de 5 | Al mejor de 5 |  |  | Al mejor de 5 | Al mejor de 5 |
|  |                       |                  |                       |     |                  |                  |  |  |               |               |  |  |               |               |
|  |                       |                  |                       |     |                  |                  |  |  |               |               |  |  |               |               |
|  |                       |                  |                       |     |                  |                  |  |  |               |               |  |  |               |               |
|  | Olimpia               | w/o              |                       |     |                  |                  |  |  |               |               |  |  |               |               |
|  | Olimpia               | w/o              |                       |     |                  |                  |  |  |               |               |  |  |               |               |
|  |                       |                  |                       |     |                  |                  |  |  |               |               |  |  |               |               |
|  | Olimpia               | 2                |                       |     |                  |                  |  |  |               |               |  |  |               |               |
|  | Olimpia               | 2                |                       |     |                  |                  |  |  |               |               |  |  |               |               |
|  |                       | Capitol          | 1                     |     |                  |                  |  |  |               |               |  |  |               |               |
|  | Capitol               | Capitol          | 1                     | 2   |                  |                  |  |  |               |               |  |  |               |               |
|  | Capitol               |                  |                       | 2   |                  |                  |  |  |               |               |  |  |               |               |
|  | Aguada                | 1                |                       |     |                  |                  |  |  |               |               |  |  |               |               |
|  | Aguada                | 1                | Olimpia               | 0   |                  |                  |  |  |               |               |  |  |               |               |
|  |                       |                  |                       | 0   |                  |                  |  |  |               |               |  |  |               |               |
|  |                       | Biguá            | 3                     |     |                  |                  |  |  |               |               |  |  |               |               |
|  | Biguá                 | Biguá            | 3                     | w/o |                  |                  |  |  |               |               |  |  |               |               |
|  | Biguá                 |                  |                       | w/o |                  |                  |  |  |               |               |  |  |               |               |
|  |                       |                  |                       |     |                  |                  |  |  |               |               |  |  |               |               |
|  | Biguá                 | 2                |                       |     |                  |                  |  |  |               |               |  |  |               |               |
|  | Biguá                 | 2                |                       |     |                  |                  |  |  |               |               |  |  |               |               |
|  |                       | Malvín           | 0                     |     |                  |                  |  |  |               |               |  |  |               |               |
|  | Malvín                | Malvín           | 0                     | 2   |                  |                  |  |  |               |               |  |  |               |               |
|  | Malvín                |                  |                       | 2   |                  |                  |  |  |               |               |  |  |               |               |
|  | Hebraica y Macabi     | 0                |                       |     |                  |                  |  |  |               |               |  |  |               |               |
|  | Hebraica y Macabi     | 0                | Biguá                 | 3   |                  |                  |  |  |               |               |  |  |               |               |
|  |                       |                  |                       | 3   |                  |                  |  |  |               |               |  |  |               |               |
|  |                       | Nacional         | 2                     |     |                  |                  |  |  |               |               |  |  |               |               |
|  | Urunday Universitario | Nacional         | 2                     | w/o |                  |                  |  |  |               |               |  |  |               |               |
|  | Urunday Universitario |                  |                       | w/o |                  |                  |  |  |               |               |  |  |               |               |
|  |                       |                  |                       |     |                  |                  |  |  |               |               |  |  |               |               |
|  | Urunday Universitario | 2                |                       |     |                  |                  |  |  |               |               |  |  |               |               |
|  | Urunday Universitario | 2                |                       |     |                  |                  |  |  |               |               |  |  |               |               |
|  |                       | Peñarol          | 0                     |     |                  |                  |  |  |               |               |  |  |               |               |
|  | Peñarol               | Peñarol          | 0                     | 2   |                  |                  |  |  |               |               |  |  |               |               |
|  | Peñarol               |                  |                       | 2   |                  |                  |  |  |               |               |  |  |               |               |
|  | Goes                  | 1                |                       |     |                  |                  |  |  |               |               |  |  |               |               |
|  | Goes                  | 1                | Urunday Universitario | 1   |                  |                  |  |  |               |               |  |  |               |               |
|  |                       |                  |                       | 1   |                  |                  |  |  |               |               |  |  |               |               |
|  |                       | Nacional         | 3                     |     |                  |                  |  |  |               |               |  |  |               |               |
|  | Nacional              | Nacional         | 3                     | w/o |                  |                  |  |  |               |               |  |  |               |               |
|  | Nacional              |                  |                       | w/o |                  |                  |  |  |               |               |  |  |               |               |
|  |                       |                  |                       |     |                  |                  |  |  |               |               |  |  |               |               |
|  | Nacional              | 2                |                       |     |                  |                  |  |  |               |               |  |  |               |               |
|  | Nacional              | 2                |                       |     |                  |                  |  |  |               |               |  |  |               |               |
|  |                       | Defensor         | 0                     |     |                  |                  |  |  |               |               |  |  |               |               |
|  | Defensor              | Defensor         | 0                     | 2   |                  |                  |  |  |               |               |  |  |               |               |
|  | Defensor              |                  |                       | 2   |                  |                  |  |  |               |               |  |  |               |               |
|  | Trouville             | 0                |                       |     |                  |                  |  |  |               |               |  |  |               |               |
|  | Trouville             | 0                |                       |     |                  |                  |  |  |               |               |  |  |               |               |

### Octavos
| Equipo 1          | Serie | Equipo 2          | 1º Juego | 2º Juego | 3º Juego |
| ----------------- | ----- | ----------------- | -------- | -------- | -------- |
| Capitol           | 2–1   | Aguada            | 72 - 86  | 114 - 96 | 106 - 81 |
| Malvin            | 2–0   | Hebraica y Macabi | 98 - 93  | 90 - 89  | -        |
| Peñarol           | 2–1   | Goes              | 83 - 80  | 86 - 95  | 84 - 71  |
| Defensor Sporting | 2–0   | Trouville         | 75 - 73  | 84 - 74  | -        |

### Cuartos
| Equipo 1              | Serie | Equipo 2          | 1º Juego | 2º Juego | 3º Juego |
| --------------------- | ----- | ----------------- | -------- | -------- | -------- |
| Olimpia               | 2–1   | Capitol           | 96 - 80  | 84 - 94  | 103 - 85 |
| Biguá                 | 2–0   | Malvin            | 100 - 85 | 102 - 94 | -        |
| Urunday Universitario | 2–0   | Peñarol           | 97 - 93  | 87 - 81  | -        |
| Nacional              | 2–0   | Defensor Sporting | 95 - 81  | 73 - 70  | -        |

### Semifinales
| Equipo 1              | Serie | Equipo 2 | 1º Juego | 2º Juego | 3º Juego | 4º Juego | 5º Juego |
| --------------------- | ----- | -------- | -------- | -------- | -------- | -------- | -------- |
| Olimpia               | 0–3   | Biguá    | 73 - 90  | 71 - 88  | 78 - 92  | -        | -        |
| Urunday Universitario | 1–3   | Nacional | 88 - 91  | 81 - 88  | 85 - 72  | 80 - 95  | -        |

### Finales
| Equipo 1 | Serie | Equipo 2 | 1º Juego | 2º Juego | 3º Juego | 4º Juego | 5º Juego |
| -------- | ----- | -------- | -------- | -------- | -------- | -------- | -------- |
| Biguá    | 3–2   | Nacional | 97-92    | 81-84    | 69-76    | 88-56    | 86-76    |

| Campeón de la Liga Uruguaya Biguá 3. título. |